# Петров, Симеон
Симеон Петров (фр. Simeon Petrov; род. 12 января 2000 года в Лиможе, Франция) — болгарский и французский футболист, защитник клуба «Фехервар» и национальной сборной Болгарии.

## Клубная карьера
Симеон является воспитанником «Лиможа», в системе которого он занимался с 2006 по 2018 год. Свой первый матч во взрослом футболе защитник сыграл в составе родной команды. В сезоне 2018/19 Симеон перешёл в клуб французской Лиги 2 «Газелек Аяччо», но ни разу не появился на поле в его составе. В 2019 году Симеон присоединился к клубу второй лиги Болгарии «Струмска Слава», отыграв за него 13 встреч и забив 2 гола. 
В сезоне 2020/21 защитник пополнил ряды новичка чемпионата Болгарии «ЦСКА 1948». Его дебют за этот клуб состоялся 7 августа 2020 года в матче с «ЦСКА». Симеон активно выступал за «ЦСКА 1948» на протяжении 3 с половиной лет, суммарно приняв участие в 71 встрече в рамках болгарского первенства и отметившись в них 3 забитыми голами. В 2024 году он ушёл в польский клуб « Шлёнск» сначала на правах аренды, а затем на постоянной основе, в совокупности отыграв 27 матчей Экстракласы и забив 2 мяча. В феврале 2025 года защитника арендовал венгерский клуб «Фехервар». За эту команду Симеон провёл 13 игр чемпионата Венгрии остатка сезона 2024/25. Летом того же года «Фехервар» выкупил права на защитника.

## Карьера в сборной
По праву рождения игрок мог выступать за национальную сборную Франции, однако в итоге принял решение представлять свою историческую родину. С 2020 по 2022 год Симеон выступал за молодёжную сборную Болгарии, отыграв в её составе 14 международных матчей и отметившись в них 1 забитым мячом. 20 июня года он дебютировал за национальную сборную Болгарии, выйдя на замену вместо Георги Русева в игре отбора на чемпионат Европы 2024 против сборной Сербии. Всего за сборную своей страны защитник принял участие в 12 встречах.